# Terk-Turk
Nella mitologia osseta, Terk-Turk è un luogo mitico, considerato il più ricco al mondo.
Il nome, sostanzialmente di fantasia, ha comunque una assonanza con quello dei "Turchi di Terek", è comunque probabile che si faccia riferimento a una regione oltre il Mar Nero dato che nell'avventura narrata nel Ciclo dei Narti che ha come protagonisti Uryzmæg e il suo figlio senza nome, si narra che i due abbiano attraversato il mare per giungervi.
Il paese, dove "bestiame minuto, bestiame con le corna, cavalli, vi si trovano in così gran numero che i loro pastori non possono guidarli". Nonostante questo, gli armenti sono difesi da tre temibili difensori quali il puledro di ferro, il lupo dalle fauci di ferro e l'avvoltoio dal becco di ferro. Queste tre creature furono rese inoffensive dal figlio senza nome di Uryzmæg: il primo fu sconfitto dal suo cavallo, mentre gli altri due furono abbattuti da una sua freccia e la testa del lupo lasciata ai Terk-Turk in segno di supremazia.